# Българофобия
Българофобия или антибългаризъм, понякога наричано българомразие, е враждебност или омраза към българщината като цяло, изразяваща се в различни форми. Тя може да е насочена срещу българската държава, народ, език, култура или история. Българофобията е разпространен днес главно в Северна Македония, а също в Русия и Сърбия и донякъде в Гърция. Българофобията е комплекс от психологически нагласи, изказвания и действия, изразяващи неприязън, враждебност и нетърпимост към българския народ, отделни негови представители и държавата България като цяло.

## Същност и развитие в исторически план
Българофобията е присъща най-вече за съседни народи, които са я вградили отчасти в своите национални идентичности, и от които тя се разпространява към Европа и света. Тя е продукт на новото време, периода на формирането на модерните нации, като е целенасочено насаждана в населението от съответните национални елити. Българофобията у съседните народи, най-вече гърци и сърби, се предопределя от техните национални каузи. И двете се дефинирани в условията на самостоятелно и независимо държавно формирование, както Мегали идеята, така и Начертанието, като постигането и на двете, вкл. и тяхното териториално покритие, минава през дебългаризацията на Българското землище южно от Стара Планина и западно от река Искър.
Новогръцката фанариотска българофобия, срещу която въстава Паисий Хилендарски, е свързана с гръцката идея за дебелоглавите и упорити български селяни (хондрокефали), и необходимостта те да бъдат цивилизовани в лоното на елинизма и Цариградската патриаршия. Тя е и основата на западната българофобия, представата за България като панславистки проект и православен руски сателит, комбинирани с романтичната просвещенска представа за гръцкото антично величие. След като през 1870 година Църковната борба води до създаване на Българската екзархия, през 1872 година тя е анатемосана.
Сръбската българофобия, основаваща се на претенциите на Сърбия за „Пиемонт“ на южните славяни според Начертанието на Гарашанин е срещу българите като нечисти славяни, татари и азиатци. След като изненадващо на 6 септември 1885 г. се осъществява Съединението, и по-късно победата в Сръбско-българската война, което става с цената на противопоставяне на провокациите на руската дипломация, Петербург и руската пропаганда ще заговори за българите като за неблагодарни „татари“, „народ невежествен“ и „диво племе“. През военните и първи следвоенни години на Първата Световна война в страните на Антантата се разгръща политически мотивирана българофобия. Така гърци, сърби и румънци, съюзниците на Франция, са добре посрещнати в Париж през следвоенните години за разлика от дивите българи, а руският плакат "победителите" от последните месеци на руското участие във войната представя "българските жестокости" на освободените "сръбски" територии като "по-големи" от турското унищожение на арменците, а само българският войник е представен с монголоидни черти. Румънската българофобия, насочена срещу вредното „славянско влияние“ над потомците на „романизираните даки и римски колонисти“, които имали по начало по-висша римска култура. Тя е следствие на борбата на румънското национално възраждане и се базира на демодираната представа за водещата роля на Франция и романските народи в света.
Македонизмът е считан за продължение, както на Начертанието (чрез сърбоманията), така и на Мегали идеята (чрез антиквизацията). Той е използван като алтернатива на неуспешната сръбска и гръцка пропаганди в Македония. Чрез македонизма, антибългаризмът е станал основополагащ национален идентификатор и легитимиращ, осмислящ признак на една нова нация – северномакедонската.
Македонизмът е породен от „българската окупация по време на Втората световна война, без в северномакедонското общество да съществува толкова негативно отношение към другите държави членки от Тристранният пакт, които също са участвали в окупацията на Вардарската бановина, като Италия и дори Германия.
Анализът на публичното говорене и политическата реторика в Северна Македония показва, че българофобията е една от водещите тенденции в обществения дискурс. В последните няколко десетилетия по примера на „македонската нация“ се правят опити за създаването на „помашка“ в гръцката част на Родопите, и на „шопска“ в Западните покрайнини и „торлашка“ в Северозападна България.
След края на Студената война, разпада на СССР и присъединяването на България към НАТО и ЕС, в Русия българите са обявявени за „братушки-предатели“. Стига се и до твърдения, че българската нация е „изкуствено създадена“ от Русия. Отприщват се потиснатите травми от участието на България в Първата световна война на страната на Централните сили и членството ѝ в Тристранният пакт през Втората световна война. Започва да се отрича и културно-духовният принос на Средновековна България за развитието на руските държава и народ, което се приписва отчасти или изцяло на Сърбия и дори на Северна Македония. България се изключва като цяло от православната цивилизация и се подкрепят македонистките териториални претенции. Предлага се дори подялбата на България между Сърбия, Турция и Русия.